# Pokolj u Čorcima listopada 1991.
Pokolj u Čorcima je bio ratni zločin kojeg su počinile srpske postrojbe, pripadnici Martićeve milicije za vrijeme Domovinskog rata koncem listopada odnosno početkom listopada 1991. (točan nadnevak još nije utvrđen).
U ovom ratnom zločinu srpske su paravojne postrojbe ubile 6 hrvatskih civila u zaselku Čorci kod Vrhovina.

## Opis okolnosti i tijek zločina
(istraga o događajima u tijeku)
Čorci su bili hrvatski zaselak  od 19 kuća i 30-ak stanovnika, mahom starijih osoba.
Nakon što su hrvatske snage zauzele vojarnu JNA te porazile velikosrpske pobunjenike i JNA na prilazu Otočcu, velikosrbi su pojačali teror nad Hrvatima iz Čoraka. Kuće u zaselku gađali su zapaljivim streljivom iz središta Vrhovina.
Srpske postrojbe su spalile ovaj hrvatski zaselak 4. listopada 1991. Dio mještana je ubijen u vlastitim kućama, odnosno u samom zaselku. 

Martićevci, pripadnici milicije Milana Martića su ubili ove civile. Tijela im nisu pokopali, nego su ih ostavili duboko u šumi na obroncima planine Kapele.

O sudbini tih Hrvata se ništa nije znalo sve do svibnja 2002., 11 godina poslije, kada su njihove posmrtne ostatke pronašli radnici Nacionalnog parka Plitvička jezera, i to na teško pristupačnom predjelu zvanom Oštri vrh. Neke od žrtava su bile i napola spaljene.

Ukupno, u razdoblju koje obuhvaća konac rujna i početak listopada 1991., srpske su postrojbe ubile, spalilo u vlastitim kućama ili prisilno odvelo iz sela 9 mještana Čoraka.
Žrtve su pokopane 26. studenoga 2002. na mjesnom groblju u Sincu kod Otočca.

## Vanjske poveznice
- HRT  Arhivirana inačica izvorne stranice od 11. ožujka 2008. (Wayback Machine) Vijesti
- HKV Što se događalo u Lici prije akcije Medački džep (članak iz Hrvatskog slova)
- Čorci na fallingrain.com
- rž: 4. listopada 1991. Čorci – nepoznati zločin Srba nad starcima, narod.hr, 4. listopada 2015.